# اوژکونکا
اوژکونکا (به اسپانیایی: Ojecunca) یک کوه در پرو است که در Peru, Cusco Region واقع شده‌است. اوژکونکا ۵٬۰۰۰ متر بالاتر از سطح دریا واقع شده‌است.